# Admirał Nachimow (1885)
Admirał Nachimow (Адмирал Нахимов) – rosyjski krążownik pancerny z końca XIX wieku, brał udział w wojnie rosyjsko-japońskiej, podczas której został zatopiony pod Cuszimą. Był to jedyny okręt swojego typu. Nazwę tę, na cześć admirała Pawła Nachimowa, nosiły także inne okręty rosyjskie.

## Historia
"Admirał Nachimow” był jedynym z pierwszych przedstawicieli krystalizującej się w tym okresie klasy krążowników pancernych. Wzorowany był na najnowszych brytyjskich krążownikach typu Imperieuse („Imperieuse” i „Warspite”), których budowę rozpoczęto w 1881. Charakterystyczną ich cechą, przejętą przez „Nachimowa” było zwłaszcza rozmieszczenie czterech barbet dział kalibru 234 mm artylerii głównej na planie rombu, wzorowane na francuskich konstrukcjach.
Plany „Admirała Nachimowa”, opracowane przez Morski Komitet Techniczny (MTK), zatwierdzono 19 listopada 1882. W przeciwieństwie do brytyjskich okrętów, uważanych za mało udane i cierpiących z powodu przeciążenia, „Admirał Nachimow” był uważany za dość udany okręt. Zastosowanie w roli uzbrojenia lżejszych i bardziej szybkostrzelnych dział 203 mm wz.1884 (po raz pierwszy w rosyjskiej flocie) pozwoliło na podwojenie ich liczby. Zachowano ich rozmieszczenie w 4 barbetach: na dziobie, rufie i na każdej z burt. Salwę burtową stanowiło 6 z 8 dział. Skutkiem tego, ciężar salwy burtowej uległ zwiększeniu w stosunku do „Imperieuse”, a nadto „Nachimow” przez dłuższy czas dysponował największą wagą salwy burtowej spośród krążowników pancernych na świecie. Wzorem angielskich okrętów, oprócz maszyn parowych, „Admirał Nachimow” otrzymał też pomocnicze ożaglowanie typu bryg, z dwoma masztami i bukszprytem (powierzchnia żagli 2000 m²), które nie okazało się praktyczne, lecz zdjęte zostało dopiero w latach 1898–1899. Koszt budowy wraz z uzbrojeniem wyniósł 6 mln rubli.
Budowę okrętu rozpoczęto 7 grudnia 1883 w Zakładach Bałtyckich w Sankt Petersburgu, a 2 kwietnia 1884 został wciągnięty na listę floty pod nazwą „Admirał Nachimow”. Oficjalne położenie stępki z udziałem cara Aleksandra III nastąpiło dopiero w lipcu 1884 (brak bliższych danych). Okręt wodowano 21 października 1885 (daty w kalendarzu juliańskim). W 1888 rozpoczęto próby morskie, po czym wszedł do służby we flocie rosyjskiej w październiku 1888. Początkowo okręt klasyfikowano jako fregatę, później jako krążownik pancerny, a od 1892 – krążownik I rangi.
O ile pod koniec XIX wieku „Admirał Nachimow” był dość nowoczesnym i silnym okrętem, spotykającym się z zainteresowaniem za granicą, to na skutek rozwoju konstrukcji okrętów i techniki wojny morskiej, na początku XX wieku stał się już przestarzały i nie mógł stawiać czoła nowym krążownikom. Główną jego wadą była niedostateczna ochrona przeciw wybuchom podwodnym, aczkolwiek na „Nachimowie” jako pierwszym we flocie rosyjskiej wprowadzono podłużną przegrodę w siłowni, a także sieci przeciwtorpedowe, których jednak używać można było jedynie na postoju lub w ruchu z minimalną prędkością. W obliczu pojawiających się szybkostrzelnych dział średniego kalibru, istotną wadą była także mała powierzchnia opancerzenia burt (pas na śródokręciu), przez co większa ich część nie była chroniona w żaden sposób. Wkrótce przestarzały i mało wydajny okazał się jego napęd, nie pozwalający na uzyskanie większych prędkości. Jego działa wkrótce również stały się przestarzałe, na dodatek strzelały prochem dymnym. Rozważano zamianę jego artylerii, prawdopodobnie na nowe szybkostrzelne działa 152 mm, do czego jednak ostatecznie nie doszło (dysponowałby wówczas silną salwą burtową z 11 dział 152 mm).

## Służba

### W czasie pokoju
Po wejściu do służby, „Admirał Nachimow” od razu został skierowany z Kronsztadu na Daleki Wschód, wokół Afryki, po czym w maju 1889 dotarł do bazy we Władywostoku, w skład Eskadry Oceanu Spokojnego, stając się jej okrętem flagowym. Na skutek uszkodzenia dna na mieliźnie w lipcu, był dokowany w Yokosuka w Japonii. Zimę 1889/1890 spędził z Eskadrą w Nagasaki w Japonii. We wrześniu 1891 powrócił przez Kanał Sueski na Bałtyk i do czerwca 1892 był remontowany. 

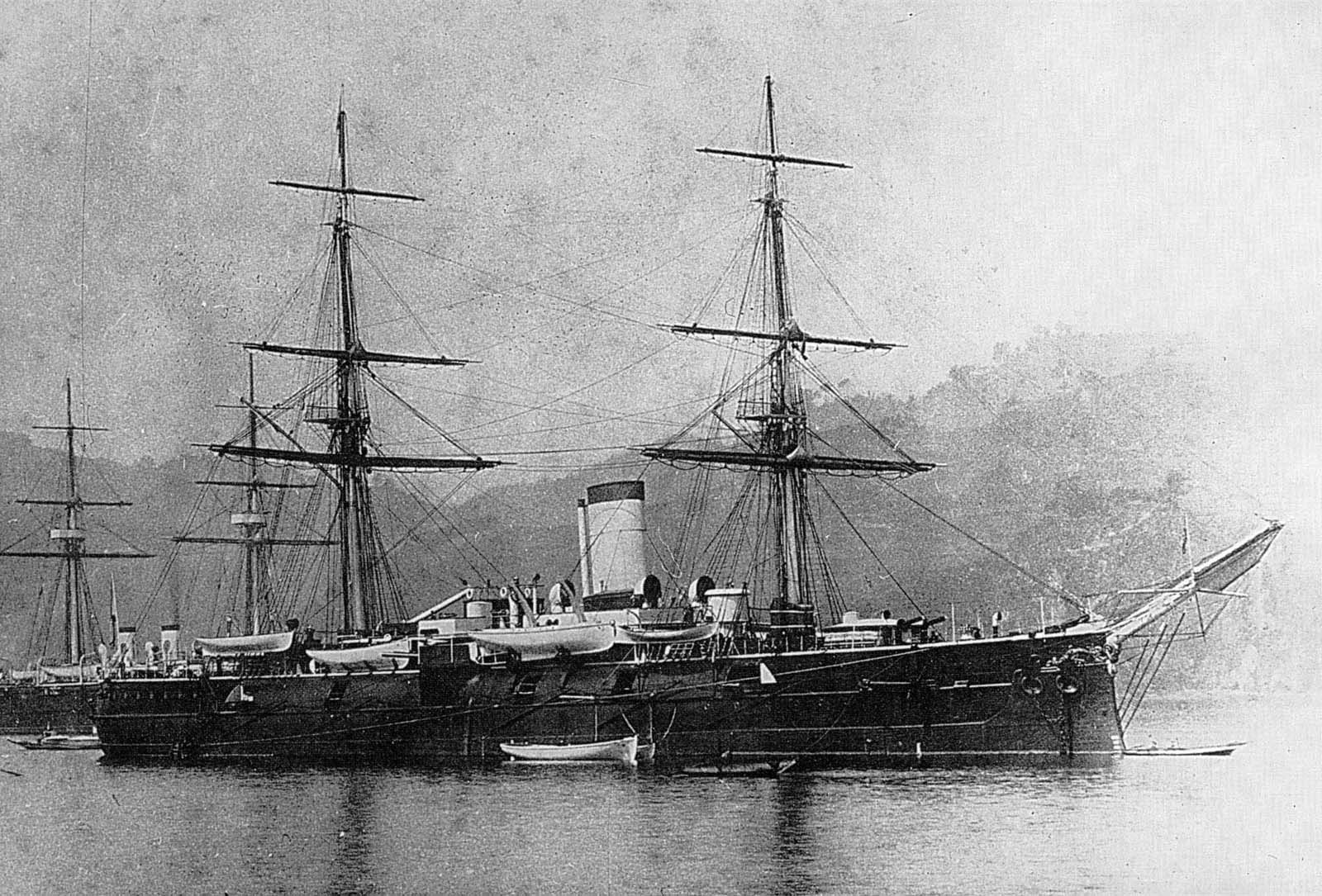
„Admirał Nachimow” po wejściu do służby, w 1890 – jeszcze z pełnym omasztowaniem

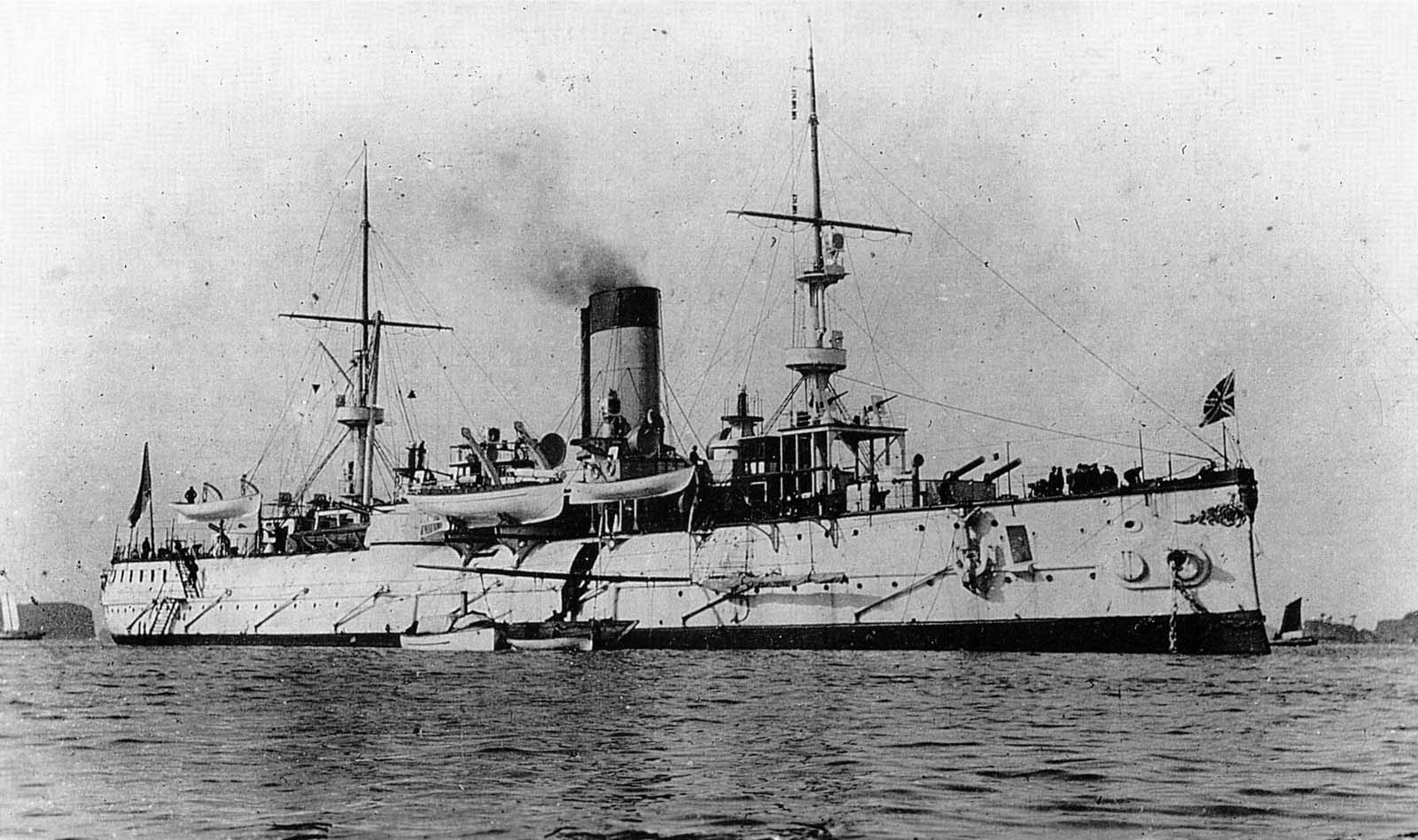
„Admirał Nachimow” po modernizacji, ok. 1900

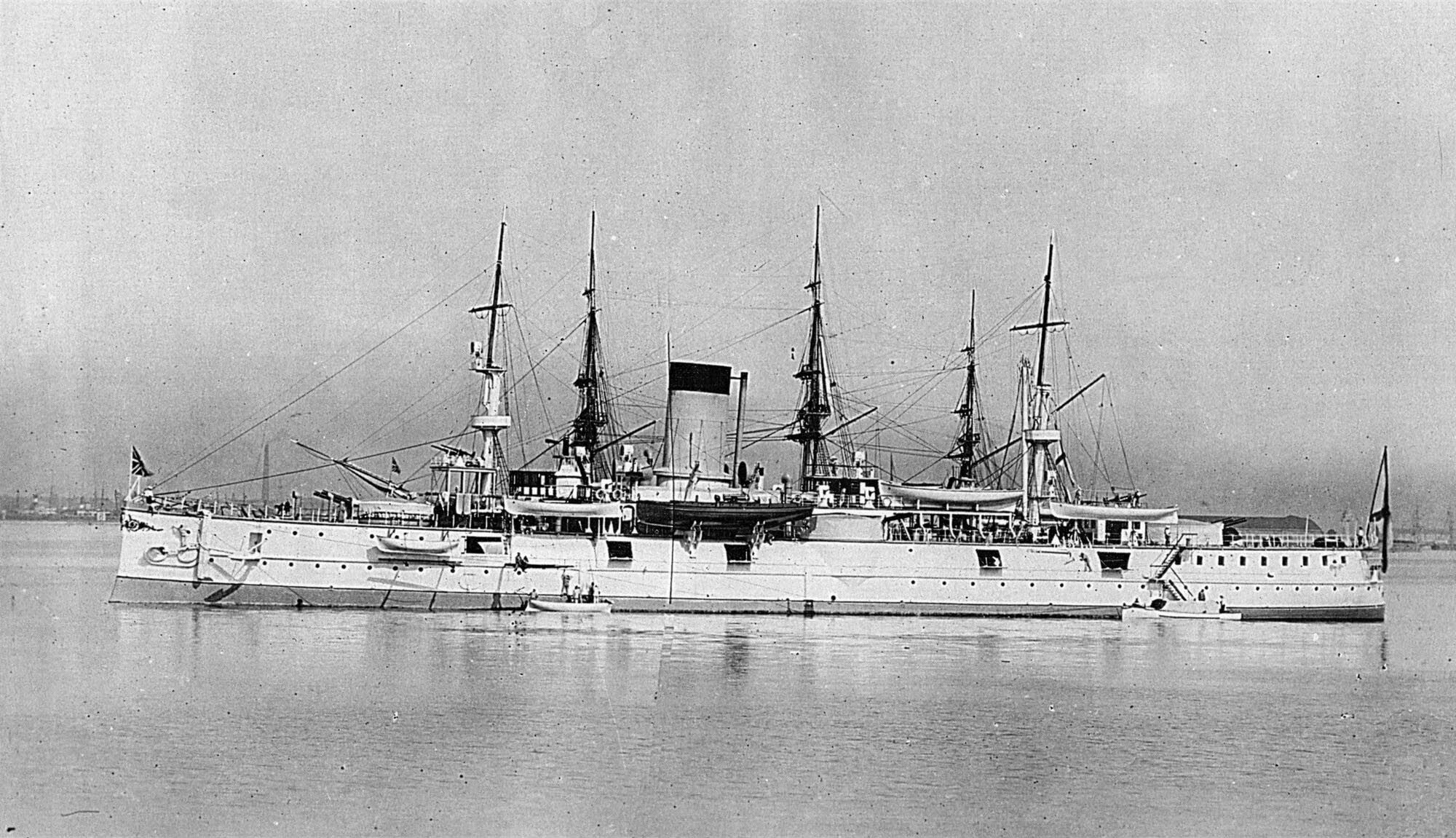
„Admirał Nachimow” w 1903

W lipcu 1893 krążownik odwiedził Nowy Jork w USA, a następnie w składzie zespołu rosyjskich okrętów, Tulon we Francji. Po drodze, w Kadyksie utracił bukszpryt w kolizji w krążownikiem „Pamiat´ Azowa”. Następnie, „Nachimow” udał się ponownie na Daleki Wschód, przez Kanał Sueski i w maju 1894 dotarł do Władywostoku, będąc do lutego 1895 okrętem flagowym Eskadry. Uczestniczył w szkoleniu i reprezentacji rosyjskich interesów na wodach Japonii, Chin i Korei. W grudniu 1897 „Nachimow” z zespołem okrętów udał się, aby zabezpieczyć rosyjską obecność w bazie Port Artur, która następnie została wydzierżawiona od Chin. Następnie, przez Kanał Sueski, w maju 1898 wrócił na Bałtyk i przeszedł remont i modernizację, połączoną ze zdjęciem ożaglowania. Niższe maszty wyposażono w platformy dla karabinów maszynowych. Zamieniono stare działa 87 mm i 37 mm na 12 dział 47 mm i 6 – 37 mm systemu Hotchkissa, ponadto wymieniono część wyposażenia na nowsze.
W listopadzie 1899 po raz trzeci został skierowany a Daleki Wschód, bazując w Port Artur. Od połowy 1902 pływał na nim po tamtych wodach wielki książę Cyryl Romanow. W kwietniu 1903 krążownik powrócił na Bałtyk. Rozważano wówczas modernizację krążownika, polegającą na zamianie artylerii oraz siłowni na nowoczesne kotły wodnorurkowe i maszyny potrójnego rozprężania, lecz nie doszło do tego na skutek obciążenia rosyjskiego przemysłu budową  nowych okrętów, w związku z napiętą sytuacją na Dalekim Wschodzie.

### Wojna rosyjsko-japońska
Po wybuchu wojny japońsko-rosyjskiej w 1904, „Admirał Nachimow” został włączony w skład II Eskadry Oceanu Spokojnego, organizowanej na Bałtyku na pomoc I Eskadrze walczącej w Port Artur. W październiku 1904 wypłynął z eskadrą z Libawy na Daleki Wschód, wokół Afryki. Z racji swojej mocy bojowej, większej od pozostałych krążowników Eskadry, dopełnił on 2. zespół pancerników kontradmirała D. Felkerzama, w skład którego weszły głównie stare pancerniki.
27 maja 1905 doszło do bitwy pod Cuszimą. „Admirał Nachimow” szedł jako ósmy, ostatni okręt w kolumnie sił głównych. Początkowo nie był ostrzeliwany, pod koniec dnia był trafiony ok. 30 razy, głównie przez japońskie krążowniki pancerne. Zginęło na nim 25 ludzi, raniono 51, uszkodzeniu uległy nadbudówki i część dział, lecz okręt zachował zdolności bojowe. „Nachimow” jedynie trzema pociskami 203 mm uszkodził lekko krążownik pancerny „Iwate” (nie wiadomo, czy uzyskał trafienia z dział 152 mm). Podczas nocnej próby przebicia się ocalałych sił rosyjskich, „Nachimow” ponownie szedł ostatni. Podczas ataków japońskich torpedowców i niszczycieli, był widoczny z powodu zapalania reflektorów i między 21.30 a 22.00 został trafiony torpedą z nieustalonego okrętu w część dziobową z prawej burty. Mimo walki o utrzymanie okrętu na wodzie, okręt był zalewany wodą i rano został opuszczony przez załogę w pobliżu wyspy Cuszima. 523 członków załogi zostało podjętych przez japoński krążownik pomocniczy „Sado Maru”, którego ekipa pryzowa zawiesiła na tonącym „Nachimowie” banderę japońską. Dalszych 101 członków załogi uratowało się na szalupach, po czym również dostali się do niewoli, a 18 osób zginęło podczas ewakuacji. Po odpłynięciu „Sado Maru”, w celu przechwycenia storpedowanego krążownika „Władimir Monomach”, dowódca A. Rodionow i porucznik Wacław Kłoczkowski, którzy pozostali ukryci na pokładzie „Nachimowa”, zerwali japońską banderę, po czym opuścili okręt i zostali później uratowani przez rybaków. Około godziny 10, 28 maja okręt zatonął na pozycji 34°34′N 129°32′E/34,566667 129,533333.
Wrak „Admirała Nachimowa” został zbadany w latach 80., jako jedynego okrętu zatopionego pod Cuszimą. Wydobyta z morza lufa działa artylerii głównej znajduje się w zbiorach muzeum morskiego w Tokio.

## Dane techniczne
- wyporność: projektowa – 7781 t, pełna – 8473 t.
- wymiary:
  - długość: 103,3 m
  - szerokość: 18,6 m
  - zanurzenie: 7,7 m
- siłownia: dwie 3-cylindrowe maszyny parowe podwójnego rozprężania o mocy łącznej 8000 KM, 12 cylindrycznych kotłów parowych, 2 śruby napędowe
- szybkość maksymalna: 16 węzłów
- zapas paliwa: 1100-1200 t węgla
- zasięg przy prędkości: 4400 mil morskich / 10 w
- załoga: 572-650

Uzbrojenie:
- 8 dział kaliber 203 mm wz.1884 w barbetach nakrytych wieżami (4xII)
  - długość lufy L/35 (35 kalibrów), kąt podniesienia 15°, masa pocisku 87,7 kg, donośność 9000 m
- 10 dział 152 mm wz.1884 w stanowiskach burtowych (10xI)
  - długość lufy L/35, masa pocisku 41,4 kg, donośność 7800 m
- 4 działa 87 mm wz.1877 (do 1898)
  - długość lufy L/24, masa pocisku 6,9 kg, donośność 3200 m
- 10 dział rewolwerowych 37 mm wz.1879 (do 1898)
- 12 dział 47 mm wz.1896 Hotchkiss (od 1899)
- 6 dział 37 mm wz.1896 Hotchkiss (od 1899)
- 4 ckm 7,62 mm Maxim (od 1899)
- 2 działa 63,5 mm Baranowskiego wz. 1882 dla oddziałów desantowych (na podstawach morskich lub lawetach)
- 3 stałe nadwodne wyrzutnie torpedowe 381 mm (1 dziobowa, 2 burtowe)
- 2 parowe kutry torpedowe (długości 13,7 m) z wyrzutnią torped
- 2 kutry parowe (długości 10,4 m) z miotaczami min i minami wytykowymi
- 40 min morskich

Opancerzenie: (pancerz compound)
- burty
  - pas pancerny na linii wodnej: 254 mm (wymiary: 45x2,4 m)
  - dolna część pasa pancernego: 152 mm
- wewnętrzny pokład pancerny: 51–76 mm
- barbety artylerii głównej: 203 mm
- wieże dział artylerii głównej: 51–63 mm (od 1899)
- stanowisko dowodzenia: 152 mm